# Língua pech
Pech ou Paya é uma língua chibchana falada em Honduras. De acordo com o Ethnologue, havia cerca de mil falantes em 1993. Também foi referido por nomes Seco e Bayano por ser falada perto da costa norte-central o país, no município de Dulce Nombre de Culmí em Olancho.

## Distribuição
Segundo Dennis Holt (1999), Pech é falado por cerca de 600 pessoas em Olancho e em  Colón, Honduras. O Pech costumava ser falado na cidade de Dulce Nombre de Culmí, na bacia do rio Guampú, mas os falantes do Pech se mudaram para fora da cidade devido ao afluxo de migrantes. Os três assentamentos Pech principais são os seguintes.
- Vallecito, cerca de 5 km a noroeste de Dulce Nombre de Culmí. Tinha 120 habitantes em 1975.
- Marañones, ambém conhecido como Pueblo Nuevo Subirana ou Kahã Wayka (Cidade Nova). Esta cidade fica a cerca de 15 km ao norte de Dulce Nombre de Culmí. Tinha 150 habitantes em 1975.
- El Carbón, originalmente conhecido como de Santa María del Carbón. Ele está localizado perto da Quebrada Agua Amarilla, num vale mais alto da montanha na bacia do alto Rio Seco, e fica a cerca de 35 km ao norte de Culmí e a cerca de 30 km a nordeste de San Esteban. Tinha cerca de 300 habitantes em 1975.

Vallecito e Marañones estão ambos localizados no sopé da Serra de Agalta.
Outros assentamentos Pech menores, que têm no máximo várias famílias étnicas Pech, estão espalhados pelo departamento de Olancho, no norte, incluindo os seguintes (Holt, 1999).
- La Danta
- Aguazarca
- Aguaquire
- Pisijiri
- Jocomico

No momento do contato inicial com o espanhol, Pech provavelmente era falado de Trujillo (Colón), a oeste, até Cabo Gracias a Dios, a leste e até o sul do rio Patuca (Holt, 1999). O dialeto Tol (Jicaque) teria sido falado apenas a oeste.

## Fonologia
Pech é uma língua tonal cuja fonologia consta de 16 consoantes e 10 vogais (Holt 1999). Existem dois tons, nomeadamente um tom alto e um tom baixo. As consoantes e as vogais exibem contraste de extensão e nasalização.

### Consoantes
|             |               | Bilabial | Alveolar | Palatal | Velar | Velar | Glotal |
| plana       | labializada   | Bilabial | Alveolar | Palatal |       |       | Glotal |
| ----------- | ------------- | -------- | -------- | ------- | ----- | ----- | ------ |
| Oclusiva    | Surda         | p        | t        |         | k     | kʷ    | ʔ      |
| Oclusiva    | Sonora        | b        |          |         |       |       |        |
| Fricativa   | Fricativa     |          | s        | ʃ       |       |       | h      |
| Nasal       | Nasal         | m        | n        |         |       |       |        |
| Líquida     | vibrante flap |          | ɾ        |         |       |       |        |
| Líquida     | Rótica        |          | r        |         |       |       |        |
| Líquida     | lateral       |          | l        |         |       |       |        |
| Aproximante | Aproximante   |          |          | j       |       | w     |        |

Allophones of the sounds /b, ʃ, j, k, kʷ, w/ are realized as [β, tʃ, ᵈj~ɲ, ɡ, ɡʷ, ᵑw̃].

### Vogais/Nasais
|         | Anterior | Central | Posterior |
| ------- | -------- | ------- | --------- |
| Fechada | i, ĩ     |         | u, ũ      |
| Medial  | e, ẽ     |         | o, õ      |
| Aberta  |          | a, ã    |           |

## Gramática
Pech é uma língua Sujeito–Objeto–verbo (SOV) conf. (Holt 1999). É uma linguagem sintética que usa principalmente sufixos, mas também prefixos, acentuação vocal e reduplicação. U

## Bibligrafia
- Holt, Dennis Graham. (1986).The Development of the Paya Sound-System. Ph.D. dissertation, Department of Linguistics, University of California, Los Angeles.
- Holt, Dennis Graham. (1989). "On Paya Causatives." Estudios de Lingüística Chibcha 8: 7-15.  San José: Editorial de la Universidad de Costa Rica.
- Holt, Dennis Graham. (1999). Pech (Paya). Languages of the World/Materials 366. Munich: LincomEuropa.